# Audrey Doyon-Lessard
Pour les articles homonymes, voir Doyon (homonymie).

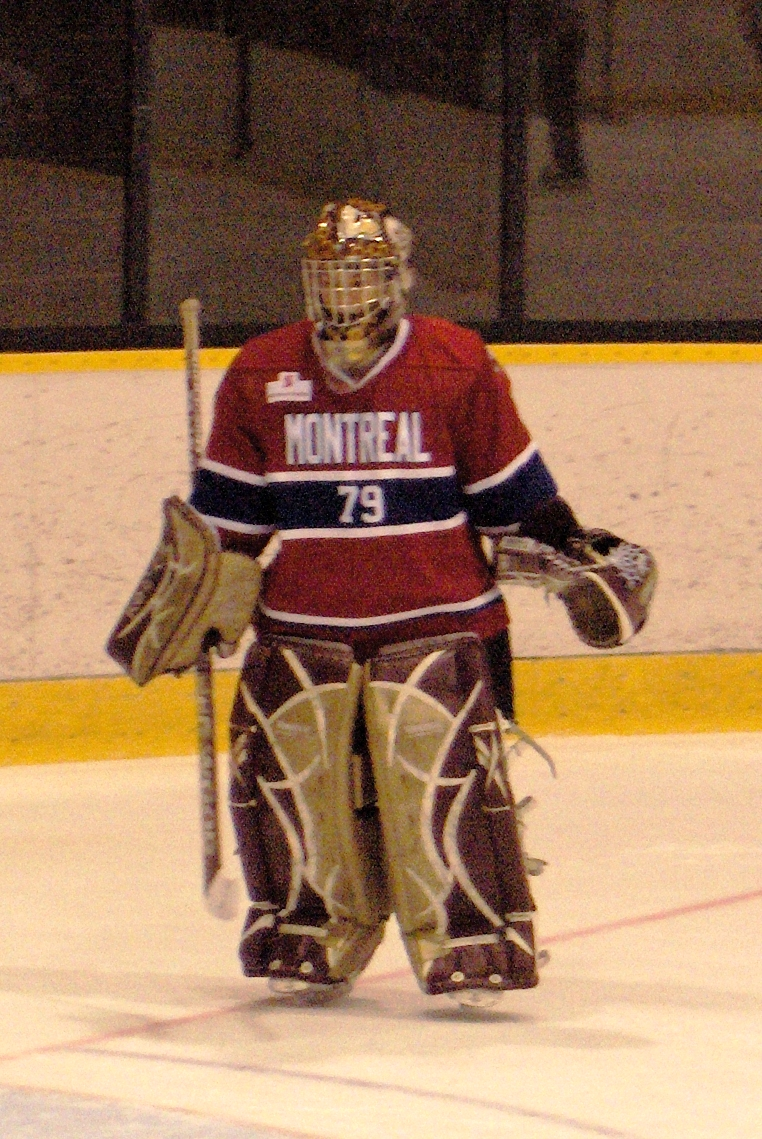
La gardienne de but porte le numéro 79 chez les Stars de Montréal

Audrey Doyon-Lessard  (née le 5 novembre 1986 à Charny dans la province de Québec au Canada) est une joueuse canadienne de hockey sur glace.

## Biographie
Surnommée Audj, elle commence à jouer au hockey à l’âge de 7 ans et évolue en jouant avec les garçons jusqu'à l'âge de 14 ans dont plusieurs années dans le hockey amateur AA.
Étudiante en sport-étude à l'école secondaire Cardinal-Roy, elle joue par la suite avec les Blues du Collège Dawson dans la Ligue de hockey féminin collégial AA. Doyon-Lessard évolue 2 saisons (2004-05 et 2005-06) pour les Blues du Collège Dawson, puis pendant cinq ans (de 2006 à 2011) elle joue dans le championnat universitaire canadien avec les Stingers de Concordia. Lors de la saison 2010-11, Doyon-Lessard affiche une moyenne de 2,74 buts accordés et une moyenne de 0.924 d’arrêts (elle fait face à pas moins de 723 tirs). En vingt matchs, elle aide les Stingers à se classer au troisième rang du championnat universitaire avec un fiche de huit victoires et neuf défaites. Ce qui représente l'une des meilleures saisons des Stingers de Concordia.
2011-12 est sa première saison avec les Stars de Montréal dans la Ligue canadienne de hockey féminin. Elle termine la saison avec une fiche 3.00 ayant joué un seul match

## Honneurs et distinctions individuelles
- Nommée joueuse de hockey de l’année 2011 du Réseau du sport étudiant du Québec (RSEQ)[4].
- Élue dans la première équipe d'étoiles RSEQ (2010-11)
- Nommée par l’Université Concordia, joueuse féminine de hockey la plus utile (2009-2010 et 2010-2011)
- Reçoit en 2011 le prix Michael Di Grappa pour sa contribution en carrière avec les Stingers[5].

## Vie personnelle
Hors glace, elle étudie en thérapie sportive.